# Gelasinospora seminuda
Gelasinospora seminuda är en svampart som beskrevs av Cailleux 1972. Gelasinospora seminuda ingår i släktet Gelasinospora och familjen Sordariaceae.   Inga underarter finns listade i Catalogue of Life.